# Torrone di Jijona
Il torrone di Jijona è un torrone tipico della provincia di Alicante, in particolare della città di Jijona, composto da mandorle tritate e miele.
Esiste un organismo, chiamato Consejo Regulador de Jijona y Turrón de Alicante, che è incaricato di verificare che vengano soddisfatti tutti i requisiti perché il torrone possa essere considerato prodotto IGP (indicazione geografica protetta).
Si consuma in tutti i periodi dell'anno, ma è particolarmente diffuso durante l'epoca natalizia in tutta la nazione spagnola.

## Caratteristiche
Le mandorle sono il suo ingrediente principale (anche se in proporzioni minori rispetto al torrone di Alicante). 
Si ottiene a partire da una miscela di mandorle tostate mescolate con albume d'uovo e miele. Questa miscela viene tritata in mulini speciali fino a diventare una massa fluida uniforme; questa massa viene cucinata nuovamente in pentole chiamate "boixets". Mediante il movimento del "boix" si ottiene una miscela omogenea e si finisce versandola in alcuni stampi. Si lascia raffreddare fino ad ottenere il torrone ultimato (sono necessarie almeno 24 ore perché le mandorle liberino il loro olio).